# Манарська затока
Мана́рська затока — затока в Індійському океані, обмежена узбережжям острова Цейлон, південно-східним узбережжям півострова Індостан і пасмом острівців, скель і мілин Адамова моста. Є частиною Лаккадівського моря. З'єднується Полкською протокою з Бенгальською затокою. У берегів мілководна, в центральній частині глибина до 1335 м. Ширина між 160 і 200 км. Впадають річки Тамбарапарані з узбережжя Індії і Аруви-Ару з узбережжя Шрі-Ланки. Акваторія розділена між Індією і Шрі-Ланкою. Головні порти Туттуккуді (у штаті Тамілнад Індія) і Коломбо в (Шрі-Ланці).
Пасмо низьких островів і рифів, відомих, як Міст Рами, також іменуються як Адамів міст, відокремлює Манарську затоку від Полкської протоки, яка відокремлює Індію від Шрі-Ланки.

## Тваринний та рослинний світ
У затоці мешкає близько 3600 видів флори і фауни, що робить затоку одним з найбагатших прибережних регіонів в Азії. Затока добре відома як місце вилову перлів, джерелом яких є устриця Pnictada radiata. На території Манарської затоки в 1986 році створений національний парк, який в 1989 році оголошений біосферним заповідником.
117 видів коралів живе в Манарській затоці. Частими відвідувачами затоки є морські черепахи, які є священним як і акули, дюгоні та дельфіни. Проте, загальна дія 47 селищ розташованих на узбережжі, із загальною чисельністю населення близько 50 000 осіб створює загрозу морському різноманіттю. Вилов риби знизився так само як і перлів, коралів. Місцеві рибалки залежать від рифів, які годують їх родини, але руйнівні методи риболовлі разом з тиском забруднення і гірської промисловості з видобутку коралів призвели до зменшення як прибережного, так і морського виловів.
Небезпека загрожує також дельфінам, дюгоням, китам і морським огіркам.

## Здобич перлів
Перли у Манарській затоці відрізняються високою якістю, сяйвом і блиском, що здавна привертало численних іноземних торговців. Припускають, що вилов перлів в затоці почалася близько 2 тис. років тому. З середини XVI століття контроль за виловом перлів захопили португальці; у 1658 р. промисли захопили данці, а в 1796 р. — Велика Британія. Панування англійців зберігалося до 1947 р., коли Велика Британія передала свої повноваження Індії; відтоді видобуток перлів стає державною монополією.
Мілини, або паари, на яких мешкають і розмножуються устриці, є виступами підводних скель; їх налічується близько 80 на індійській стороні затоки. Розміри індійських паарів коливаються від 0,5 до 25 км² глибина залягання їх поверхні становить 12—14 м для прибережної серії паарів і 18—25 м для глибоководних. Один із найбільших паарів знаходиться біля Мадраського узбережжя поблизу Тутікоріну.
Тривалість життя устриць, що мешкають на паарах Манарської затоки, як вважають фахівці, становить приблизно 6 (найбільша межа 8) років. Вони досягають статевої зрілості до 12 місяців і дають потомство двічі на рік (у березні-квітні та вересні-жовтні). У ці місяці, перед мусонами, гарна погода і тримається достатньо висока температура і солоність води. На шрі-ланкійському боці Манарської затоки головним центром перлового промислу служить тимчасове поселення, що з'явилося в Маріччуккадді, на північно-західному узбережжі острова.